# Bahnhof Meißen
Der Bahnhof Meißen ist der größte Bahnhof der Stadt Meißen. Der 1860 eröffnete Bahnhof liegt im Stadtteil Cölln. Sein 1928 neu errichtetes Empfangsgebäude steht unter Denkmalschutz und gilt neben dem Stuttgarter Hauptbahnhof als architektonisch bedeutendes Verkehrsbauwerk der Zwischenkriegszeit. Nach Einstellung des Fernverkehrs in den 1960er Jahren hat der Bahnhof heute als Station der S-Bahn Dresden nur noch regionale Bedeutung.

## Geschichte
In der Planungsphase der Bahnstrecke Leipzig–Dresden erwog die Leipzig-Dresdner Eisenbahn-Compagnie auch eine Streckenführung über Meißen, entschied aufgrund der günstigeren topographischen Verhältnisse 1835 jedoch ihre Strecke weiter nördlich über Riesa zu führen. Für den Anschluss der damals bedeutenden Stadt Meißen war eine Stichstrecke vorgesehen. Zunächst mussten die Meißner Bürger jedoch ab 1839 den Bahnhof Priestewitz, den Bahnhof Oberau bzw. ab 1842 den etwa sieben Kilometer entfernten Bahnhof Niederau für den Zustieg nutzen. Erst zwei Jahrzehnte später begann mit dem ersten Spatenstich am 9. Juli 1860 der Bau der Stichstrecke Coswig–Meißen und am 1. Dezember 1860 konnte die Leipzig-Dresdner Eisenbahn-Compagnie den Personenverkehr aufnehmen. Vom Bahnhof Meißen verkehrten zunächst drei Zugpaare täglich zum Leipziger Bahnhof in Dresden. Die Züge benötigten für diese 23 Kilometer lange Strecke mit Halt in Neusörnewitz, Coswig, Kötzschenbroda, Weintraube und Radebeul damals 45 Minuten.

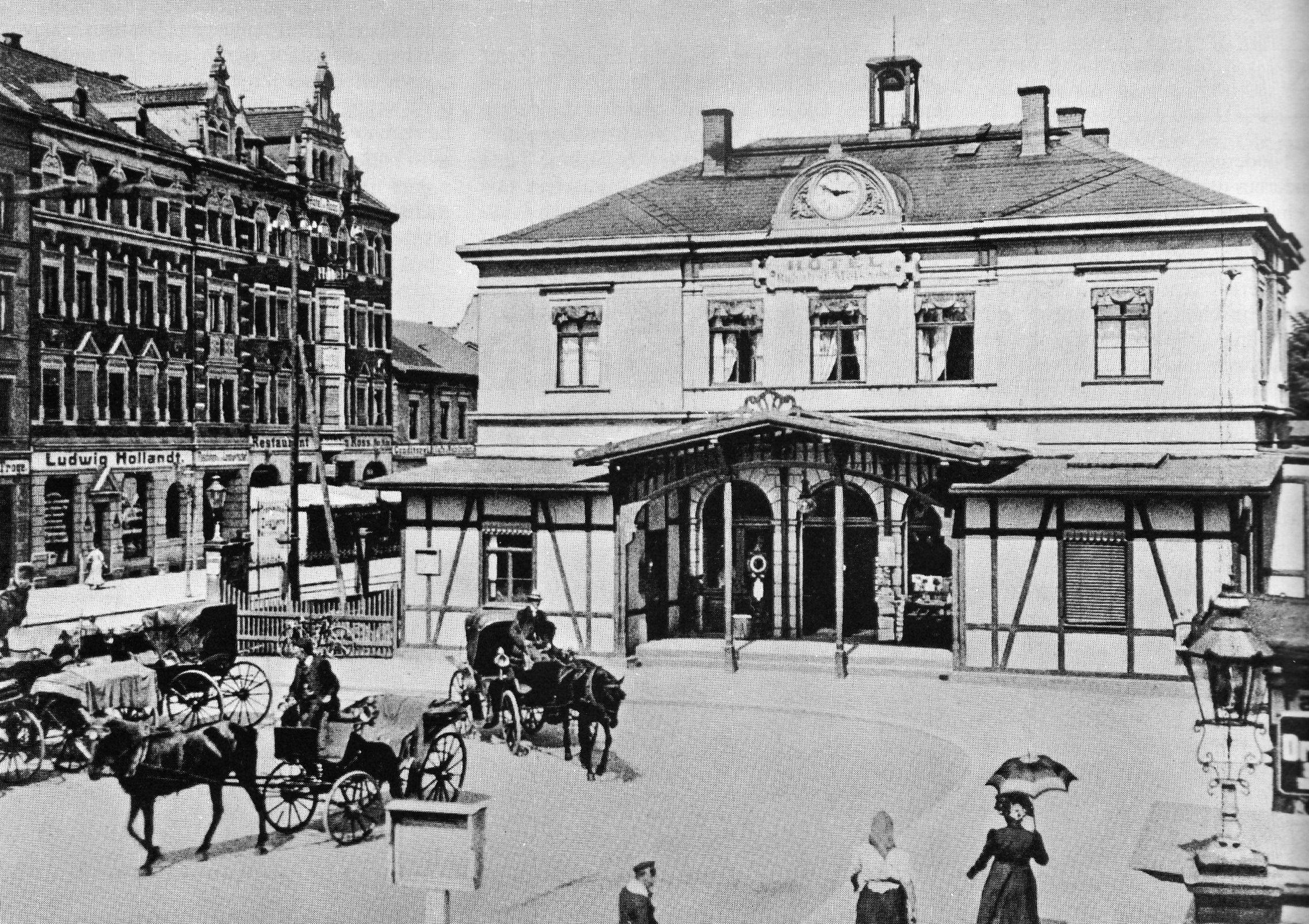
Der Bahnhof um 1900

Mit Inbetriebnahme des Teilstücks Nossen–Meißen am 22. Dezember 1868 wurde die letzte Lücke der Bahnstrecke Borsdorf–Coswig geschlossen, die in Borsdorf aus der Bahnstrecke Leipzig–Dresden aus und in Coswig wieder einfädelt. Der Bahnhof Meißen wurde damit vom Kopf- zum Durchgangsbahnhof und direkte Verbindungen nach Leipzig wurden möglich. Aufgrund der ungünstigeren Topographie erreichte diese Strecke nie die Bedeutung der flacheren Strecke über Riesa, dennoch fuhren lange Zeit auch Schnellzüge über Meißen.
Zu Beginn des 20. Jahrhunderts war der mehrfach umgebaute und erweiterte Bahnhof Meißen kaum noch in der Lage den stark gestiegenen Verkehr zu bewältigen. Die Bahnsteiganlagen und das Empfangsgebäude wurden daher nach dem Ersten Weltkrieg nach Plänen des Architekten und Professors Wilhelm Kreis sowie des Baurats Mirus neu erbaut. Am 15. Dezember 1928 wurden die neuen Anlagen mit dem modernen Empfangsgebäude eingeweiht.
Im Jahr 1965 endete der Fernverkehr über Meißen. Zuletzt war noch das Schnellzugpaar Warschau–Leipzig über diese Strecke geführt worden.
Am 18. Dezember 1970 begann in Meißen der elektrische Zugbetrieb und im September 1973 wurde Meißen in das Netz der neu geschaffenen S-Bahn Dresden einbezogen. In diesem Zusammenhang erfolgte zwischen Coswig und Meißen der Wiederaufbau des im Zuge der Reparationsleistungen abgebauten zweiten Gleises.
Am 31. Januar 2000 stellte die Deutsche Bahn den Güterverkehr in Meißen ein. Auf Teilen des nordöstlich des Empfangsgebäudes befindlichen Geländes entstand ein neuer Busbahnhof mit überdachten Bussteigen. Hier verkehren die Stadt- und Regionalbusse der Verkehrsgesellschaft Meißen (VGM).
Im Jahr 2010 sanierte die Deutsche Bahn AG das Empfangsgebäude. Dies umfasste eine bessere Wärmedämmung der Fassade, neue Fenster sowie eine Ertüchtigung der Warte- und Durchgangsbereiche. Der Großteil der Investitionssumme von 1,6 Millionen Euro stammte aus den Konjunkturprogrammen des Bundes. Aus Kostengründen strich der Bauherr die ursprünglich ebenfalls vorgesehene Sanierung der Fliesensockel aus der Cölln-Meissner Ofen-Fabrik Saxonia GmbH Meißen sowie die Installation einer neuen Beleuchtung.
Im Rahmen des Ausbaus der S-Bahn-Strecke nach Meißen bis 2016 wurden in den Jahren 2012/2013 auch die Bahnsteige neu gebaut. Während dieser Zeit wurde der Bahnhof nur von der S-Bahn aus und in Richtung Dresden bedient. Aufgrund der gleichzeitigen Renovierung der Elbbrücke und des umfassenden Ausbaus der bis dahin eingleisigen Strecke war die weitere Strecke Richtung Meißen Triebischtal gesperrt.
Am Bahnhof Meißen verkehren Züge der S-Bahn-Linie S1 Meißen Triebischtal – Radebeul – Dresden – Heidenau – Pirna – Bad Schandau (– Schöna) im 30-Minuten-Takt, seit April 2016 in der werktäglichen Hauptverkehrszeit zwei weitere Zugpaare bis Dresden Hbf, seit April 2017 fahren zur Hauptverkehrszeit halbstündlich zusätzliche Züge Meißen Triebischtal – Dresden, so dass sich fast ein Viertel-Stunden-Takt ergibt, seit 2018 fahren diese Züge weiter bis Pirna. Bis zum 14. Dezember 2015 verkehrten auch Züge der RB-Linie 110 Leipzig – Döbeln – Nossen – Meißen im Zweistundentakt.

## Beschreibung der Anlagen

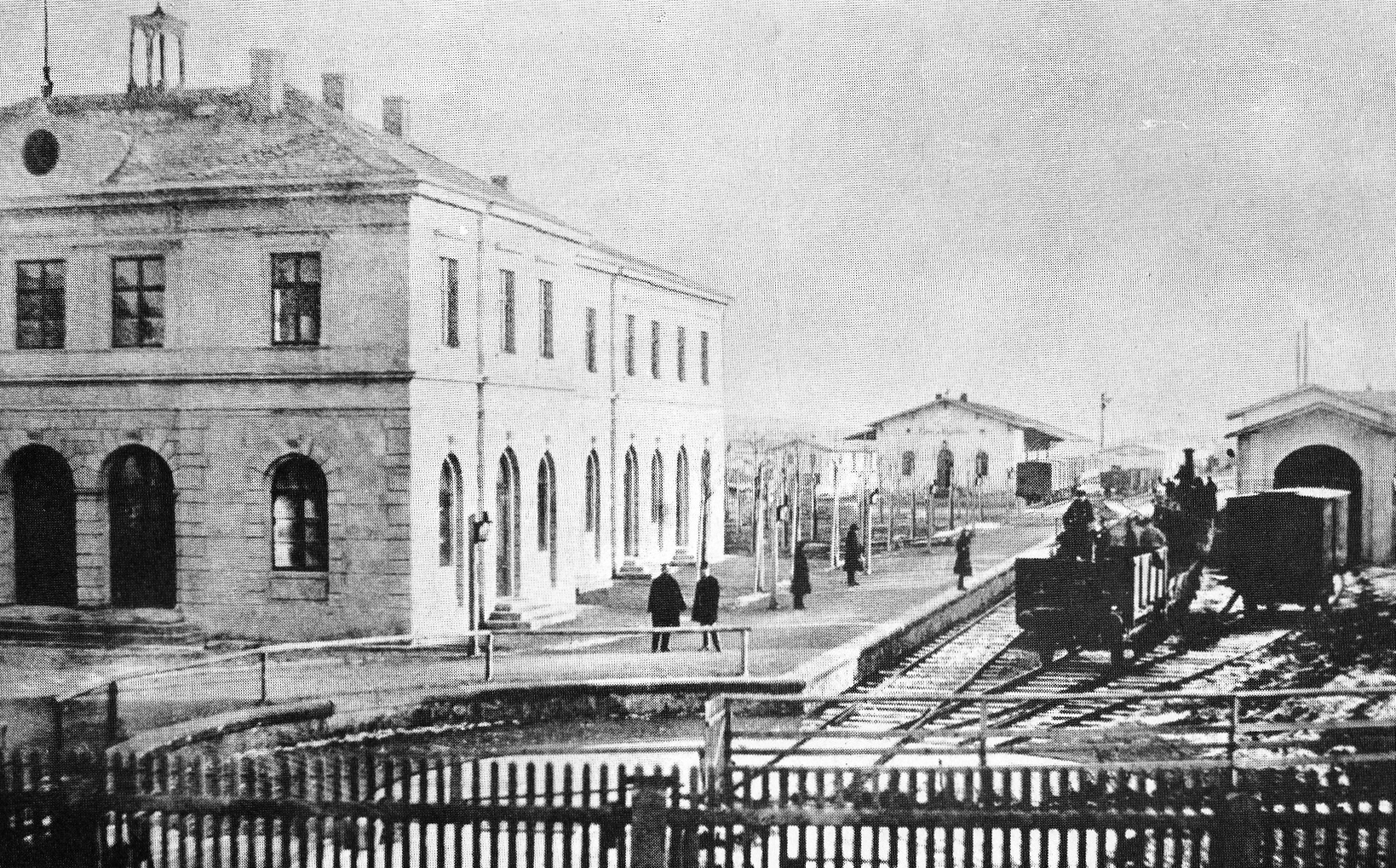
Zur Eröffnung war der Bahnhof ein Kopfbahnhof

### Bahnhof von 1860
Obwohl der Bahnhof zunächst Endstation der Stichstrecke war, wurde das renaissanceartige Empfangsgebäude in Seitenlage errichtet, damit die geplante Weiterführung der Strecke über die Elbe in Richtung Triebischtal ohne größere bauliche Veränderungen möglich war. Im Empfangsgebäude befanden sich Fahrkarten- und Gepäckschalter, Diensträume, Wartesaal mit Restauration und Hausknechttrinkstube sowie – aufgrund der ungeheizten Wagen – im Winter eine Wärmflaschenausleihe. Neben dem Empfangsgebäude umfasste der Bahnhof zur Eröffnung einen kleinen Wagenschuppen, Wasserstation und einen Güterschuppen. An seiner Kopfseite befand sich eine Drehscheibe zum Wenden bzw. Umsetzen der Lokomotiven und Eisenbahnwagen. Sie bestand auch nach dem Umbau zum Durchgangsbahnhof noch bis 1910.

### Bahnhof von 1928
Das Empfangsgebäude charakterisieren seine funktionell gegliederten kubischen Baumassen mit den gerasterten Fensterflächen. Die Gesimsstreifen aus Rochlitzer Porphyr stehen dabei in starkem Kontrast zu den großen, hellen Wandflächen. Aus dem asymmetrischen Bauwerk sticht die geräumige und klar gegliederte Empfangshalle als beherrschender Baukörper heraus. In ihr befinden sich die erforderlichen Funktionen für die Reisenden, die von hier über einen Personentunnel zu den Bahnsteigen in Hochlage gelangen. Seitdem im Jahr 2013 der ehemalige Bahnsteig Gleis 1/2 ersatzlos zurückgebaut wurde, verfügt der Bahnhof nur noch über einen Mittelbahnsteig mit zwei Gleisen.